# 프로스타스타다호

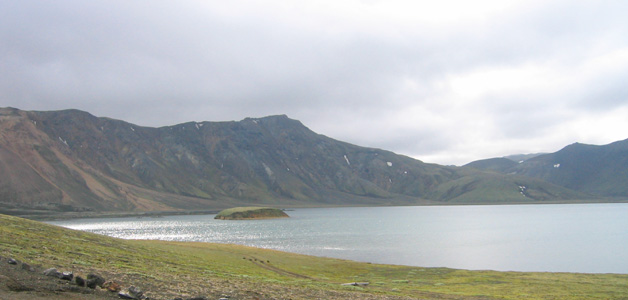
프로스타스타다호

프로스타스타다호(Frostastaðavatn)는 아이슬란드의 호수이다. 란드만날라우가르(Landmannalaugar)와 헤클라 화산에서 멀지 않은 아이슬란드의 고지대에 위치하고 있다. 호수 주변에서 화산 활동이 있었다는 증거는 초록빛과 파란빛의 물이 종종 화산 주위에 발견된다는 것이다. 피알라바크 시드리(Fjallabak syðri)와 란드만날레이드(Landmannaleið)라는 두개의 고지대 도로가 호수 주변에 위치하고 있다.